# Tóth Tamás (rendező)
Tóth Tamás, néhol Tóth Tamás T. (Budapest, 1966. szeptember 15. –) magyar filmrendező, a moszkvai Filmművészeti Főiskolán (VGIK) végzett 1990-ben, emellett forgatókönyvíró, festő és grafikus.

## Filmjei
- 1987: Rio, tévérövidfilm, 30 perc – rendező
- 1987: Doktor Minorka Vidor nagy napja (Doctor Vidor Minorka’s Great Day), Sólyom András játékfilmje – rendezőasszisztens
- 1989/1990: Őrült és angyal / Сумасшедший и ангел (Madman and Angel), rövidfilm (HU/SU), 48 perc – rendező, forgatókönyvíró
- 1993: Vasisten gyermekei / Дети чугунных богов (Children of Cast Iron Gods), játékfilm (RU/HU), 78 perc – rendező[3]
- 1995: Birodalmi helytartók (Governors of Empire), tévédokumentumfilm-sorozat, 2x35 perc – rendező, operatőr
- 1995/1996: A KGB alkonya (The Fall of the KGB), tévédokumentumfilm-sorozat, 3x45 perc – rendező, operatőr [4]
- 1998: Natasa / Наташа (Natasha), játékfilm (HU/RU), 90 perc – rendező, forgatókönyvíró[5]
- 1999: A kés (The Knife), tévérövidfilm, 30 perc – rendező, forgatókönyvíró
- 2000/2001: Anarchisták (Anarchists), játékfilm, 80 perc – rendező, forgatókönyvíró
- 2002/2003: Konyha (Kitchen), rövidfilm (Kollár-Klemencz Lászlóval), 13 perc – rendező
- 2002/2003: Rinaldó (Rinaldo), játékfilm, 82 perc – rendező, forgatókönyvíró[6]
- 2004: Bharatanatyam (About Bharatanatyam), tévé-dokumentumfilm, 20 perc – rendező
- 2004: Kornél (Kornel), tévérövidfilm, 28 perc – rendező, forgatókönyvíró
- 2006: Caddilac Drive, tévédokumentumfilm-sorozat, epizódok 1 – 6, 6x45 perc – rendező
- 2007: Farkas / Волк (Wolf), játékfilm (HU/RU), 72 perc – rendező, forgatókönyvíró, montázs[7][8]
- 2008/2009: Yantra, kísérleti balettfilm, 17 perc – rendező
- 2010: Guru, dokumentum-játékfilm (HU/IN), 72 perc – rendező, forgatókönyvíró
- 2014: Budapest Bar (Budapest Bar – The Film), tévé-dokumentumfilm, 52 perc – rendező
- 2014/2015: Родина (Homeland), tévésorozat (RU) – társrendező
- 2015: Holdon át (Over the Moon), kísérleti film, 20 perc – rendező
- 2015: Szentendre Swamimalai, tévé-dokumentumfilm, 52 perc – rendező
- 2016: Élni muszáj (One must live), tévé-dokumentumfilm, 60 perc – rendező
- 2018: Shyrakshy. The Guardian of the Light, Tursynov Ermek játékfilmje (KZ), 95 perc – rendező asszisztens
- 2018: A Soha, a Mindig és a Pillanat (Never, Always and a Wink), tévé-dokumentumfilm, 52 perc – rendező, forgatókönyvíró
- 2019: Álombozót (Dreambush), tévé-dokumentumfilm, 52 perc – rendező, forgatókönyvíró
- 2020: A paradicsommadár (The Bird of Paradise), tévé-dokumentumfilm, 52 perc – rendező, forgatókönyvíró
- 2012/2022: Frici & Aranka, tévéjátékfilm, 81 perc – rendező
- 2022: A mívesség megszállottja (Obsessed with Finesse), tévé-dokumentumfilm, 52 perc – rendező, forgatókönyvíró
- 2022: Өлiaрa - Oliara, játékfilm (KZ), 91 perc – rendező, forgatókönyvíró[9]

## Díjai
- 1993 Vasisten gyermekei / Дети чугунных богов
  - 1993 Legjobb operatőr díja Szergei Kozlovnak a Kinotawr fesztiválon, Szocsi
  - 1883 Orosz filmklub szövetség díja a Kinotawr fesztiválon, Szocsi[10]
  - 1993 Olasz filmklubok díja a Rome Independent Film Festivalon, Róma
  - 1994 Nyika-díj az Oroszországi Filmművészeti Akadémiától: Legjobb forgatókönyv, és két Nyika-jelölés: Legjobb rendező, Legjobb operatőr[11]
  - 1994 Megosztott fődíj a Magyar Filmszemle, Budapest
- 1995/1996 A KGB alkonya
  - 1996 Legjobb dokumentumfilm-rendező díja a Magyar Filmszemlén, Budapest
- 2002/2003 Rinaldó
  - 2003 Legjobb mellékszereplő díja Kovács Lajosnak a Magyar Filmszemlén, Budapest
- 2007 Farkas / Волк
  - 2008 Legjobb rendező díja az ÉCU The European Independent Film Festivalon, Párizs[12]